# Bonprix
bonprix este o companie din industria modei, specializată în comerțul online. Compania a fost înființată în Hamburg în anul 1986, în calitate de societate afiliată concernului Otto Group. Gama de produse bonprix cuprinde îmbrăcăminte pentru femei, bărbați și copii, precum și produse textile și accesorii pentru casă.
Conducerea bonprix este reprezentată de patru membri ai consiliului de administrație: Kai Heck, Rien Jansen, Markus Fuchshofen și Richard Gottwald. Compania are 3000 de angajați (przypis) în întreaga lume, iar pe piața românească este reprezentată de societatea poloneză bonprix Sp. z o.o.

## Istoria companiei
Compania bonprix a fost înființată în anul 1986 de către Hans-Joachim Mundt și Michael Newe. În anul 1988, li s-a alăturat Josef Teeken. În anul 1989, compania a atins pragul de 1 milion de mărci germane în vânzări. La câteva săptămâni după începerea activității, bonprix a scos pe piață primul său catalog. Acesta avea doar 32 de pagini. În prezent, catalogul cuprinde peste 200 de pagini. 
Din anul 1997, bonprix este prezentă pe Internet, de unde provin acum peste 50% dintre comenzile companiei. În anul 1999 a fost înființată rețeaua de magazine bonprix de vânzare cu amănuntul, inițial în nordul Germaniei. Compania de îmbrăcăminte dispune în momentul de față de peste 70 de magazine în Germania și peste 30 în Austria, Elveția și Italia.
Pe piața românească, bonprix activează în comerțul online din anul 2010. În 2013, 87,2% dintre utilizatorii de internet de sex feminin din România frecventau deja magazinul online bonprix , acesta aflându-se pe locul 5 în topul site-urilor favorite de comerț online ale românilor . În anul 2016 magazinul online bonprix a fost vizitat de peste 650 mii de utilizatori în fiecare lună.

## Activitatea
De la sfârșitul anilor '90, bonprix aplică strategia vânzărilor multi-canal. Cele 4 canale de activitate bonprix sunt: e-commerce, catalogul, rețeaua de magazine de vânzare cu amănuntul și teleshopping-ul. În prezent, bonprix are peste 30 de milioane de clienți în 29 de țări ale lumii, dintre care 9,5 milioane în Germania, unde magazinul online se numără printre cele mai mari 10 magazine din țară. Cu o cifră de afaceri de 1,432 miliarde de euro în anul 2015/16 , bonprix face parte dintre societățile flagship ale grupului Otto.
Din anul 1991, bonprix implementează o strategie de expansiune în alte țări europene. În prezent compania activează în 29 de țări, inclusiv în România, unde magazinul online bonprix este în prezent cel mai mare canal de distribuție al companiei, având în ofertă aproximativ 30.000 de produse. Un alt suport al ofertei este catalogul bonprix, care conform datelor furnizate de companie ajunge la 900.000 de clienți din România.